# MAP cinasa cinasa
Las MAP cinasa cinasas, también conocidas como MAP2K, son enzimas con actividad proteína cinasa que fosforilan a las MAP cinasas. Se clasifican con el número EC 2.7.12.2. Se han descrito hasta ahora siete genes que codifican proteínas pertenecientes a este tipo de cinasas:
- MEK1 - (HGNC MAP2K1 )
- MEK2 - (HGNC MAP2K2 )
- MKK3 - (HGNC MAP2K3 )
- MKK4 - (HGNC MAP2K4 )
- MKK5 - (HGNC MAP2K5 )
- MKK6 - (HGNC MAP2K6 )
- MKK7 - (HGNC MAP2K7 )

Los activadores de la MAP cinasa p38 (MKK3 y MKK4), de JNK (MKK4) y de ERK (MEK1 y MEK2) definen una ruta de transducción de señales independiente de las MAPK.